# Rossatz-Arnsdorf
Rossatz-Arnsdorf ist eine Marktgemeinde mit 1046 Einwohnern (Stand 1. Jänner 2025) im Bezirk Krems-Land in Niederösterreich.

## Geografie

### Geografische Lage
Rossatz-Arnsdorf liegt am rechten Donauufer der Wachau in Niederösterreich. Die Fläche der Marktgemeinde umfasst 39,04 Quadratkilometer. 78,6 Prozent der Fläche sind bewaldet.

### Gemeindegliederung
Das Gemeindegebiet umfasst folgende neun Ortschaften (in Klammern Einwohnerzahl Stand 1. Jänner 2025):
- Bacharnsdorf (28)
- Hofarnsdorf (84)
- Mitterarnsdorf (155)
- Oberarnsdorf (167)
- Rossatz (366)
- Rossatzbach (78)
- Rührsdorf (146)
- St. Johann im Mauerthale (2)
- St. Lorenz (20) samt Unterkienstock

Die Gemeinde besteht aus den Katastralgemeinden Mitterarnsdorf, Oberarnsdorf, Rossatz und Rührsdorf.

### Eingemeindungen
Mit 1. Jänner 1972 wurden die Gemeinden Mitterarnsdorf, Rossatz, Oberarnsdorf, Rührsdorf zur Gemeinde Rossatz zusammengelegt.

### Nachbargemeinden
| Weißenkirchen |                            | Dürnstein |
| Spitz         | Kompass                    | Mautern   |
| Aggsbach      | Schönbühel-Aggsbach (Melk) | Bergern   |

## Geschichte

### Urgeschichte und Antike

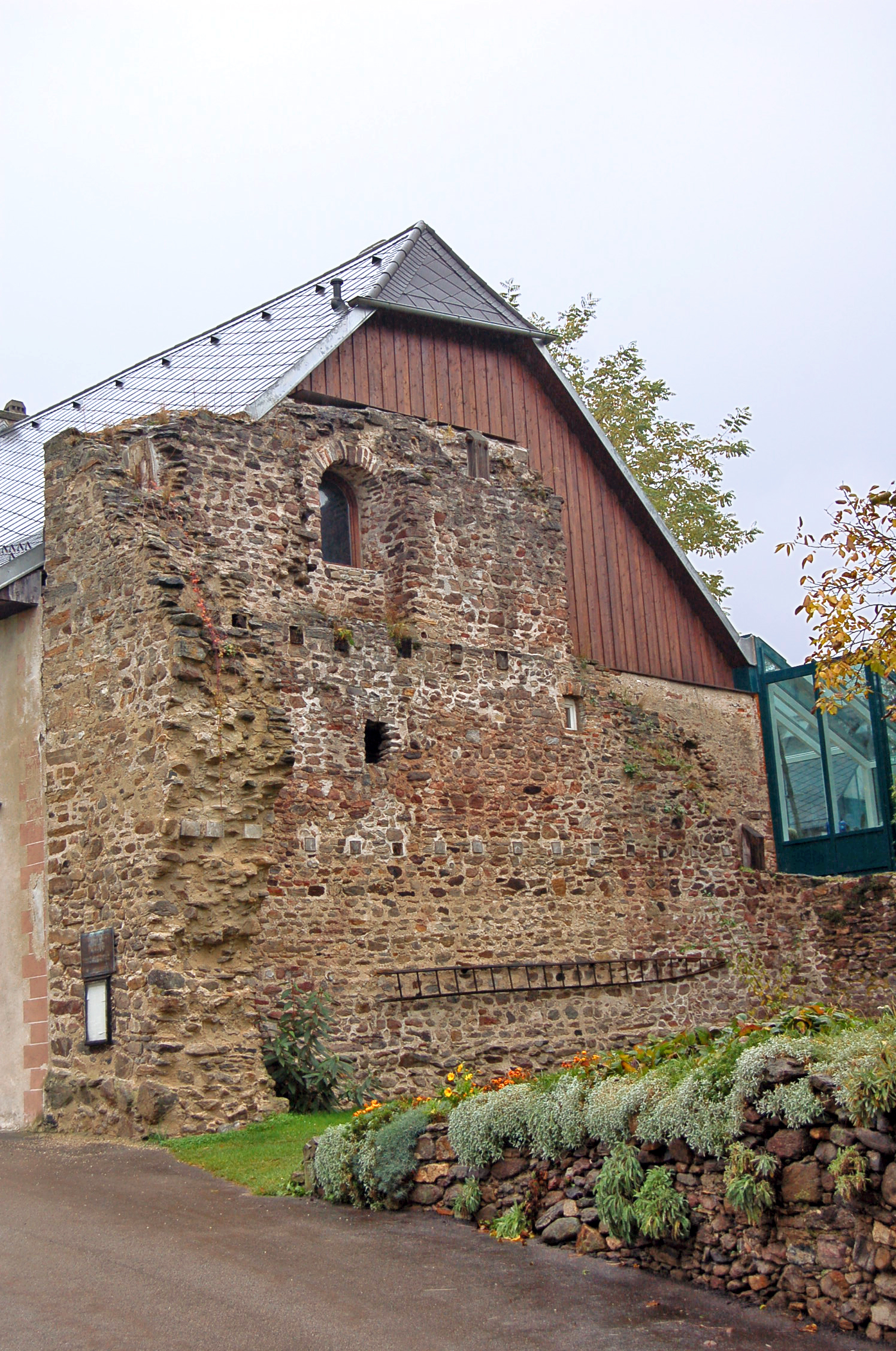
Die Ruine des römischen Wachturms von Bacharnsdorf

Von einer Besiedelung schon in der Steinzeit (bis etwa 2500 v. Chr.) zeugen Bodenfunde wie Hockergräber, Steinbeile und Keramik. Auch aus der jüngeren Eisenzeit (4. Jahrhundert v. Chr.) wurde ein Keltengrab gefunden.
Während der Römerzeit gehörte das Gebiet zur Provinz Noricum. Entlang der Donau verlief die Grenze des Reichs. Belegt sind Wachtürme des Limes aus dem 3. Jahrhundert, deren Reste von Mitarbeitern des Bundesdenkmalamtes restauriert wurden – einer in Bacharnsdorf (Burgus Bacharnsdorf) (siehe Bild) und einer in Rossatzbach (siehe Burgus Bacharnsdorf). Ein weiterer wurde 2018 als Nordwand der Kirche St. Johann im Mauerthale identifiziert. Aus dem 1. Jahrhundert wurden keltorömische Grabhügel („Sieben Gräber“) gefunden.

### Mittelalter und Neuzeit
Rossatz
Im 7. und 8. Jahrhundert bestand eine slawische Siedlung am Steilabfall zur Donau. Neben Bodenfunden erinnern daran heute noch Orts- und Flurnamen mit slawischen Wurzeln.
Anfang des 9. Jahrhunderts schenkte Kaiser Karl der Große das Gebiet der Benediktinerabtei St. Michael in Metten. Die erste urkundliche Erwähnung als „Rosseza“ datiert um etwa 985.
Ab dem 11. Jahrhundert stand der Ort im Besitz der Babenberger und wurde bis zum 13. Jahrhundert planmäßig ausgebaut. 1258 ist ein Richter urkundlich erwähnt. In der Folge hatten verschiedene geistliche und weltliche Grundherrschaften Besitz in Rossatz. Noch heute erinnert etwa der als Gasthof genutzte Subenhof an ein Gut des Stiftes Suben.
Im 15. Jahrhundert verlieh Kaiser Friedrich III. Rossatz das Marktrecht.
Im 16. Jahrhundert bis etwa 1630 war Rossatz protestantisch.
Ab dem 15. Jahrhundert hatte der Ort öfter wechselnde adelige Inhaber, z. B. die Wallseer, die Familien Spaur und Kirchberger sowie die Geymann von Gallspach; 1768 wurde er mit der Herrschaft Mautern der Grafen Schönborn-Puchheim  vereinigt.
Seit etwa 1170 gibt es urkundliche Zeugnisse für den Weinbau in dem Gebiet. Nach Ankauf der ehemals herrschaftlichen Grundstücke nach Aufhebung der Erbuntertänigkeit im Jahr 1848 gründeten die Rossatzer 1859 die Wald- und Gutsgenossenschaft (jetzt Agrargemeinschaft).
1626 und 1886 wurde Rossatz durch Brände verwüstet.
Arnsdorf

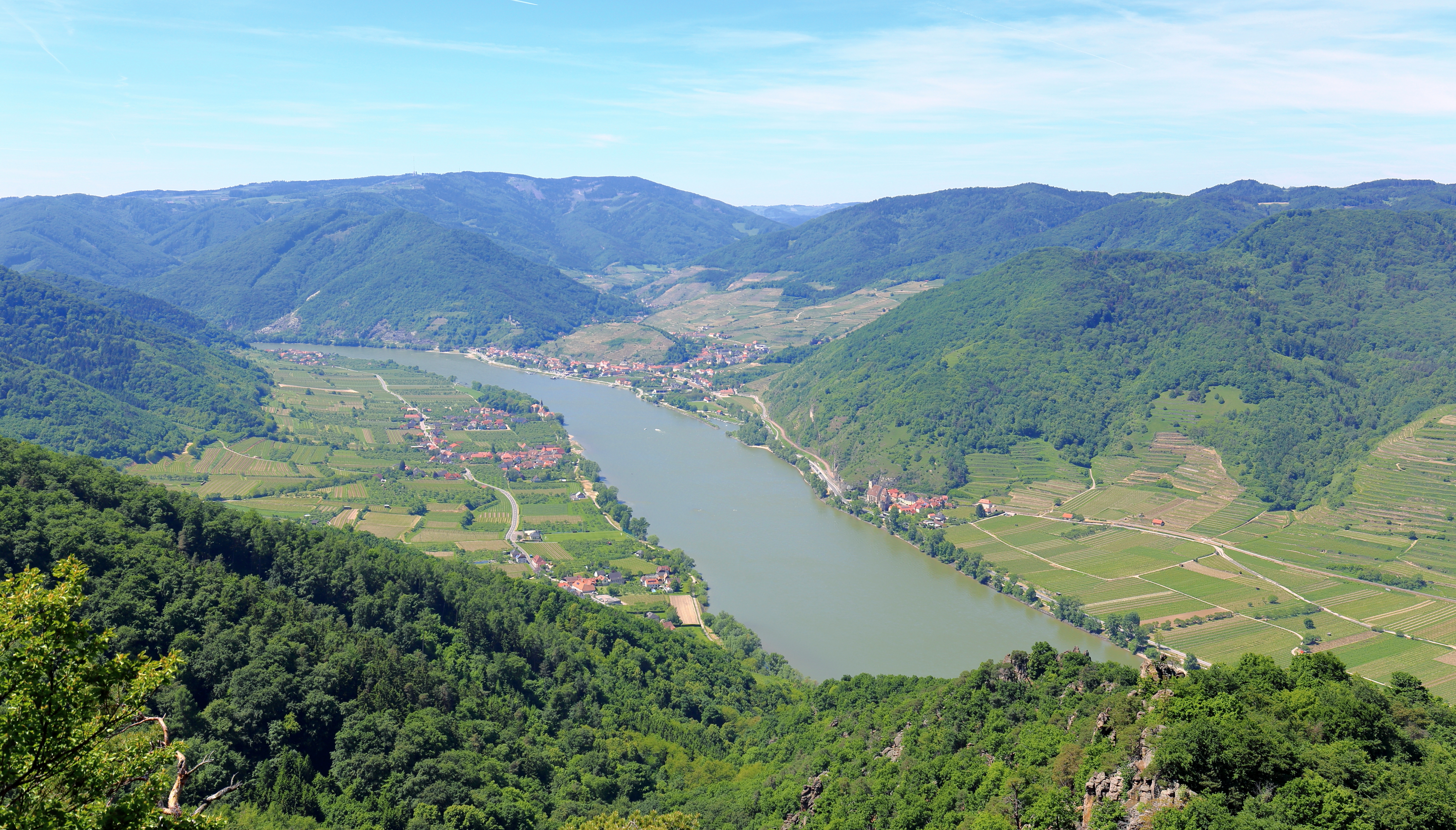
Links die Ortschaften Bacharnsdorf, Mitterarnsdorf, Hofarnsdorf und Oberarnsdorf

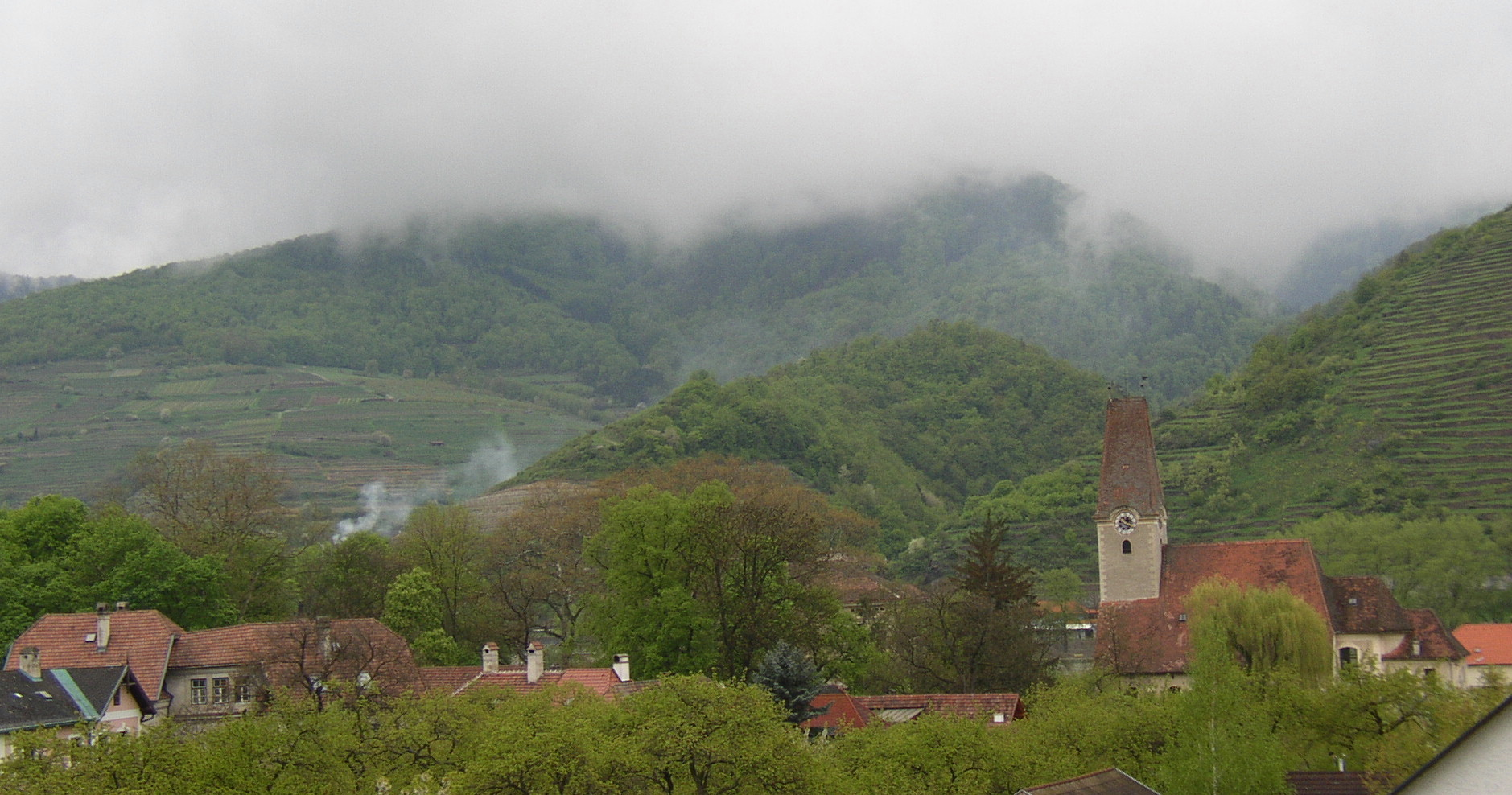
Hofarnsdorf

Bach-, Ober- und Mitterarnsdorf standen von 860 bis 1803/06 im Besitz des Erzbistums Salzburg.
Rührsdorf
Das Gebiet von Rührsdorf befand sich seit 823 im Besitz des Bistums Passau und von 1732 bis 1848 der Grafen Schönborn-Puchheim. Die erste urkundliche Erwähnung des Ortes, in dem verschiedene Stifte Weingärten besaßen, stammt von 1083.

### Religionen
Nach der Volkszählung vom 15. Mai 2011 waren 91,1 % der Bevölkerung römisch-katholisch, 2,2 % evangelisch und 2,5 % Muslime. Auf andere Bekenntnisse entfielen weniger als 1 %. 2,9 % waren ohne religiöses Bekenntnis.

### Einwohnerentwicklung
| Rossatz-Arnsdorf: Einwohnerzahlen von 1869 bis 2025 | Rossatz-Arnsdorf: Einwohnerzahlen von 1869 bis 2025 | Rossatz-Arnsdorf: Einwohnerzahlen von 1869 bis 2025 | Rossatz-Arnsdorf: Einwohnerzahlen von 1869 bis 2025 | Rossatz-Arnsdorf: Einwohnerzahlen von 1869 bis 2025 |
| --------------------------------------------------- | --------------------------------------------------- | --------------------------------------------------- | --------------------------------------------------- | --------------------------------------------------- |
| Jahr                                                |                                                     |                                                     |                                                     | Einwohner                                           |
| 1869                                                | 1869                                                |                                                     | 1.680                                               | 1.680                                               |
| 1880                                                | 1880                                                |                                                     | 1.765                                               | 1.765                                               |
| 1890                                                | 1890                                                |                                                     | 1.697                                               | 1.697                                               |
| 1900                                                | 1900                                                |                                                     | 1.847                                               | 1.847                                               |
| 1910                                                | 1910                                                |                                                     | 1.727                                               | 1.727                                               |
| 1923                                                | 1923                                                |                                                     | 1.499                                               | 1.499                                               |
| 1934                                                | 1934                                                |                                                     | 1.390                                               | 1.390                                               |
| 1939                                                | 1939                                                |                                                     | 1.346                                               | 1.346                                               |
| 1951                                                | 1951                                                |                                                     | 1.465                                               | 1.465                                               |
| 1961                                                | 1961                                                |                                                     | 1.311                                               | 1.311                                               |
| 1971                                                | 1971                                                |                                                     | 1.172                                               | 1.172                                               |
| 1981                                                | 1981                                                |                                                     | 1.189                                               | 1.189                                               |
| 1991                                                | 1991                                                |                                                     | 1.127                                               | 1.127                                               |
| 2001                                                | 2001                                                |                                                     | 1.197                                               | 1.197                                               |
| 2011                                                | 2011                                                |                                                     | 1.098                                               | 1.098                                               |
| 2021                                                | 2021                                                |                                                     | 1.068                                               | 1.068                                               |
| 2025                                                | 2025                                                |                                                     | 1.046                                               | 1.046                                               |
| Quelle(n): Statistik Austria, Gebietsstand 1.1.2021 |                                                     |                                                     |                                                     |                                                     |

## Kultur und Sehenswürdigkeiten
- Schloss Hofarnsdorf
- Schloss Rossatz

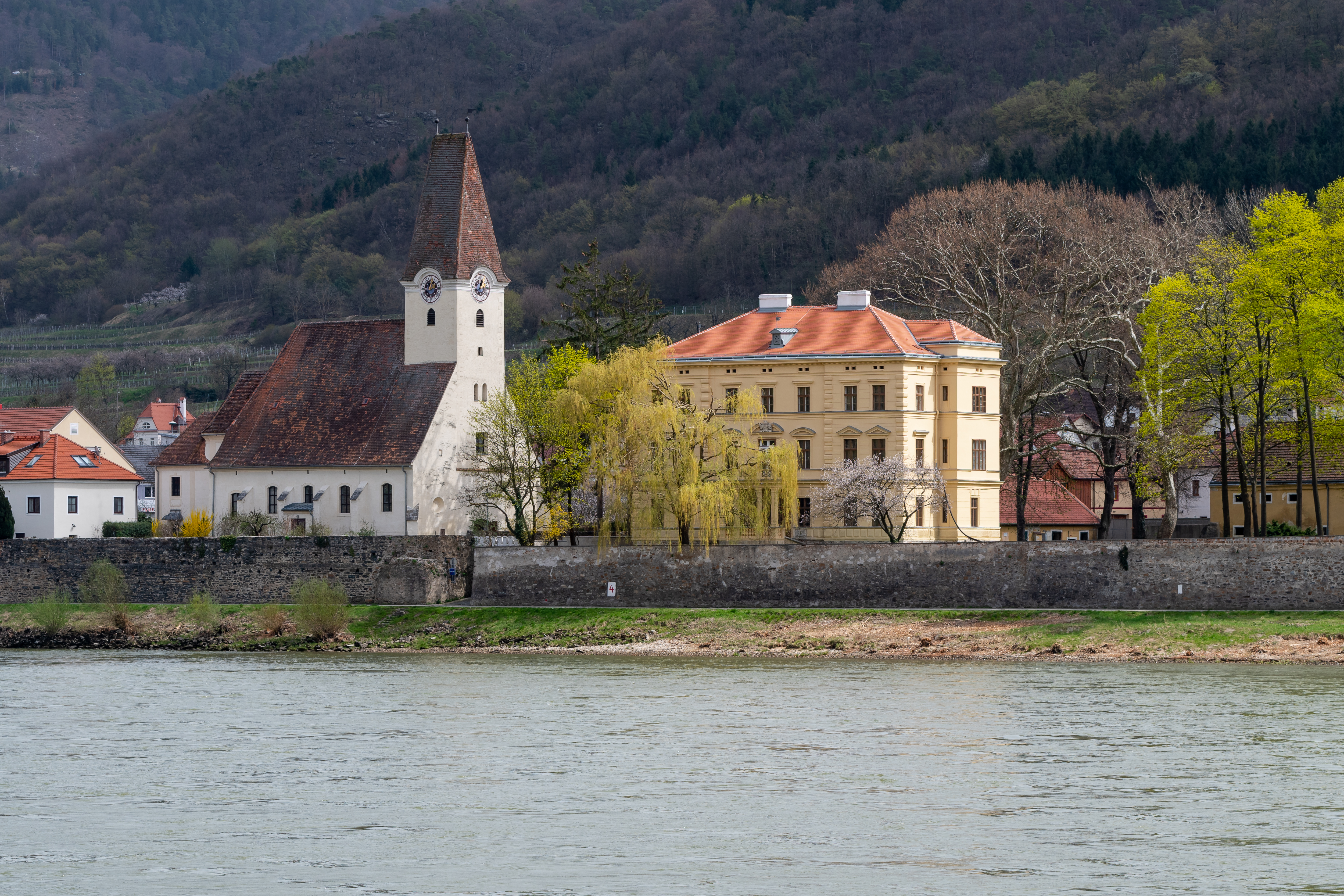
Pfarrkirche Arnsdorf und Schloss Hofarnsdorf

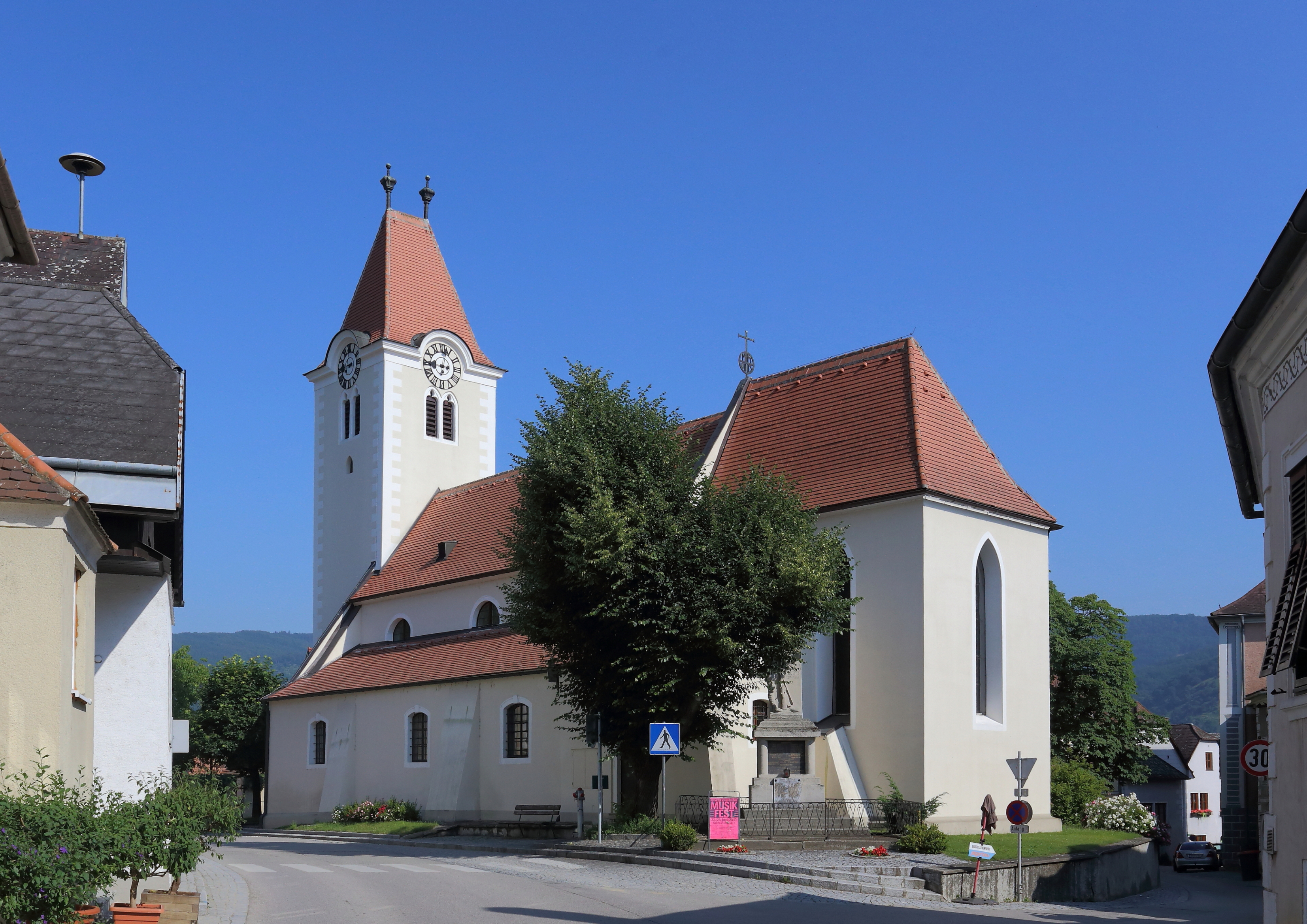
Pfarrkirche Rossatz

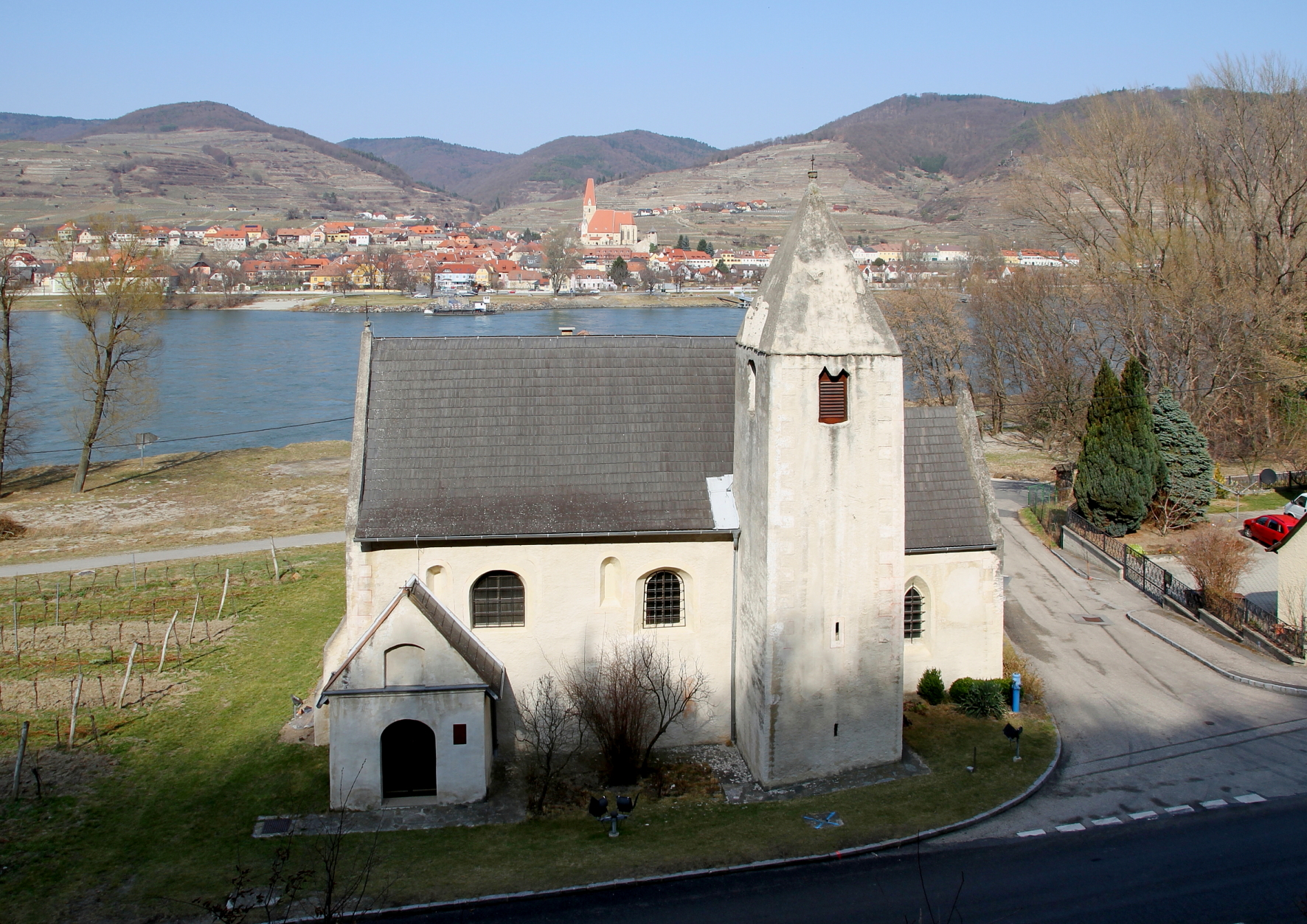
Filialkirche hl. Lorenz in St. Lorenz. Im Hintergrund Weißenkirchen in der Wachau.

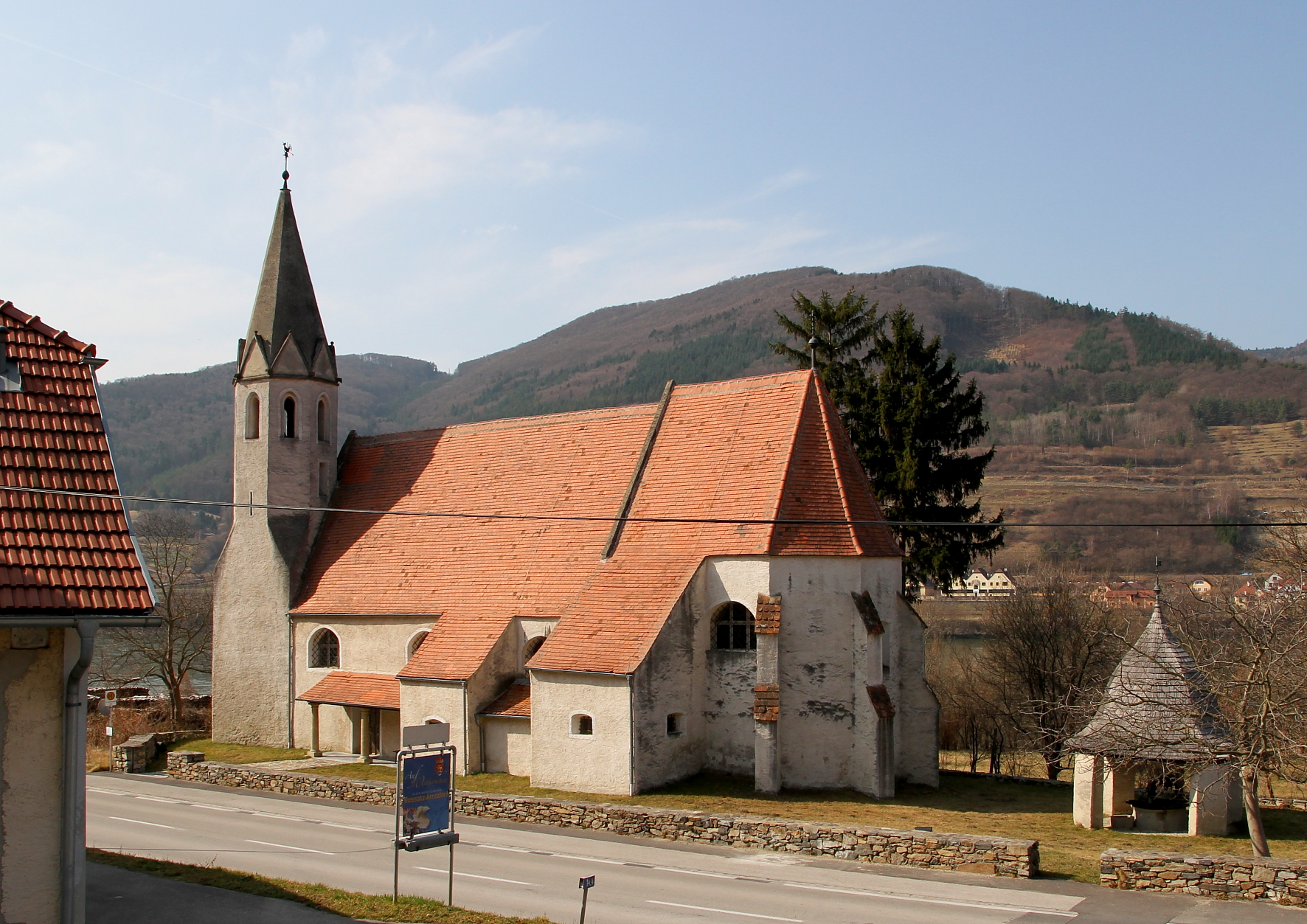
Filialkirche hl. Johannes der Täufer in St. Johann im Mauerthale. Rechts der barocke „Johannesbrunnen“ mit dem schindelgedeckten Glockenhelm.

- Katholische Pfarrkirche Arnsdorf hl. Rupert
- Katholische Pfarrkirche Rossatz hl. Jakobus der Ältere: Ein Sakralbau mit einem dreischiffigen basilikalen Langhaus, das im Kern spätromanisch ist (1. Viertel des 14. Jahrhunderts) und einem mächtigen, vorgestellten gotischen Westturm. Der zweijochige Chor stammt aus der zweiten Hälfte des 14. Jahrhunderts und hat ein Kreuzrippengewölbe auf Konsolen. Die Einrichtung ist überwiegend neugotisch.[3]
- Filialkirche hl. Lorenz in St. Lorenz: Eine romanische Chorquadratkirche, die an die Südseite eines römischen Burgus angebaut wurde.
- Filialkirche hl. Johannes der Täufer in St. Johann im Mauerthale: Ein Kirchenbau aus der 1. Hälfte des 15. Jahrhunderts.
- Seekopfturm

In der Marktgemeinde gibt es zwei Blasmusikkapellen, die Trachtenkapelle Rossatz und den Musikverein Arnsdorf.

## Wirtschaft und Infrastruktur

### Verkehr
Die Orte der Marktgemeinde sind über die Aggsteiner Straße am rechten Donauufer miteinander sowie mit Krems an der Donau und Melk verbunden. Die Rollfähre Spitz–Arnsdorf und die Rollfähre Weißenkirchen–St. Lorenz stellen in den wärmeren Monaten die Verbindung zum linken Donauufer her.

### Ansässige Unternehmen
Nichtlandwirtschaftliche Arbeitsstätten gab es im Jahr 2001 39, land- und forstwirtschaftliche Betriebe nach der Erhebung 1999 127. Die Zahl der Erwerbstätigen am Wohnort betrug nach der Volkszählung 2001 493. Die Erwerbsquote lag 2001 bei 42,35 Prozent.
Rossatz-Arnsdorf ist die größte Marillenanbaugemeinde Österreichs und eine bedeutende Weinbaugemeinde im Weinanbaugebiet Wachau südlich der Donau.
Rupertiwinzer: Im Gedenken an die 1000-jährige Verbindung (ca. 800–1803) der Weltkulturerbestätten Arnsdorf in der Wachau und Salzburg, die mit einer Schenkung Kaiser Karls an den damaligen Erzbischof Arno begann, und anlässlich der 200. Wiederkehr der Säkularisation des Fürsterzbistums Salzburg im Jahr 1803 formierten sich im Jänner 2003 zehn Weinhauer aus Arnsdorf zu den „Rupertiwinzern“. Der Name beruht auf dem Hl. Rupert (Gedenktag 24. September), der zugleich Kirchenpatron der Pfarrkirche Hofarnsdorf ist und 1. Bischof von Iuvavum (Salzburg) war. Sie treten gemeinsam bei Präsentationen und Verkostungen auf, um den Arnsdorfer Wein bekannter zu machen.

## Politik

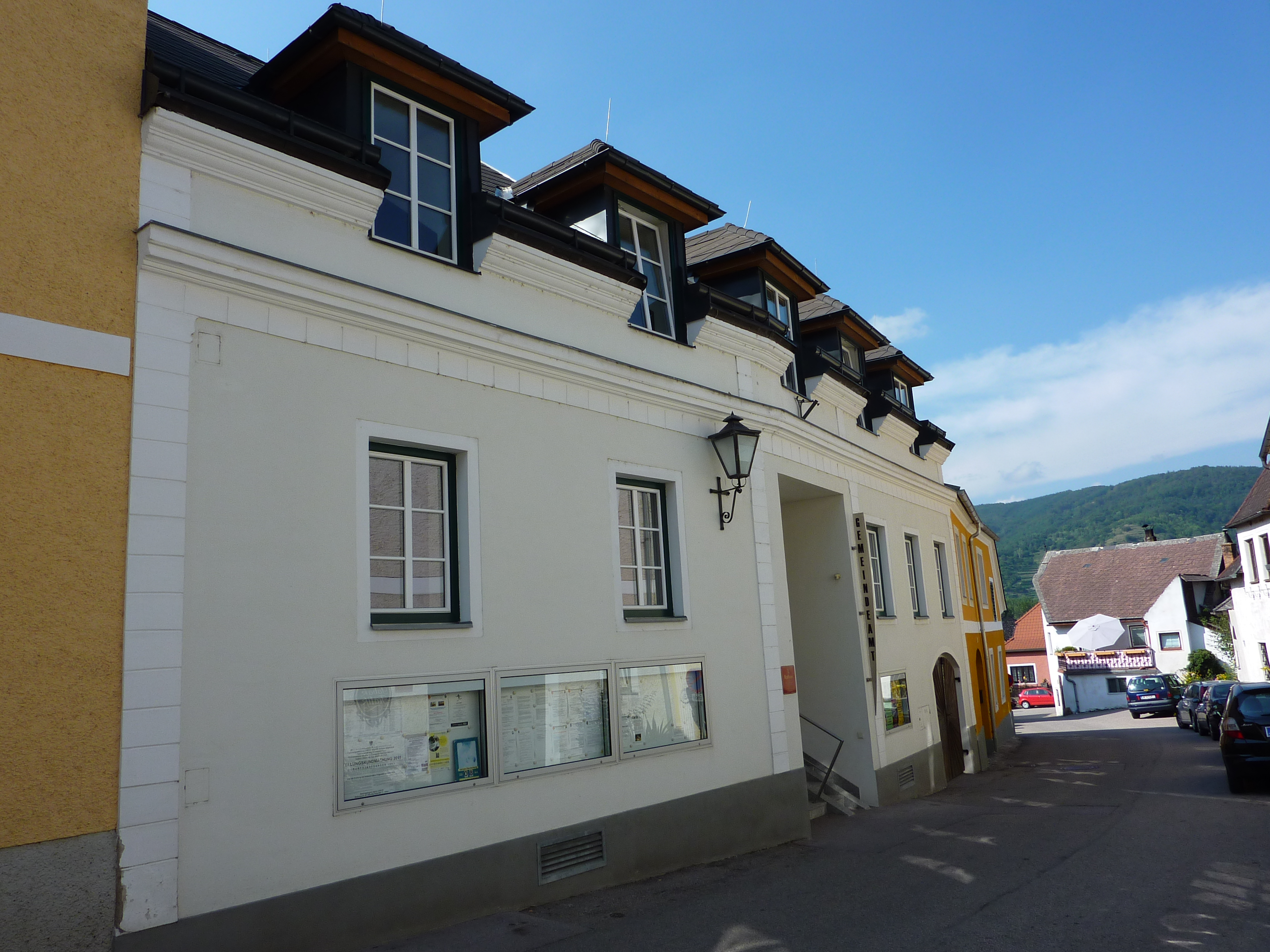
Gemeindeamt Rossatz.

### Gemeinderat
Der Gemeinderat hat 19 Mitglieder.
- Mit den Gemeinderatswahlen in Niederösterreich 1990 hatte der Gemeinderat folgende Verteilung: 12 ÖVP, 6 SPÖ, und 1 FPÖ.
- Mit den Gemeinderatswahlen in Niederösterreich 1995 hatte der Gemeinderat folgende Verteilung: 11 ÖVP, 6 SPÖ, und 2 FPÖ.[4]
- Mit den Gemeinderatswahlen in Niederösterreich 2000 hatte der Gemeinderat folgende Verteilung: 12 ÖVP, 6 SPÖ, und 1 FPÖ.[5]
- Mit den Gemeinderatswahlen in Niederösterreich 2005 hatte der Gemeinderat folgende Verteilung: 11 ÖVP, und 8 SPÖ.[6]
- Mit den Gemeinderatswahlen in Niederösterreich 2010 hatte der Gemeinderat folgende Verteilung: 13 ÖVP, 5 SPÖ, und 1 FPÖ.[7]
- Mit den Gemeinderatswahlen in Niederösterreich 2015 hatte der Gemeinderat folgende Verteilung: 11 ÖVP, 7 SPÖ, und 1 FPÖ.[8]
- Mit den Gemeinderatswahlen in Niederösterreich 2020 hatte der Gemeinderat folgende Verteilung: 12 ÖVP und 7 SPÖ.[9]
- Mit den Gemeinderatswahlen in Niederösterreich 2025 hat der Gemeinderat folgende Verteilung: 13 ÖVP und 6 SPÖ.[10]

### Bürgermeister
- bis 2008 Franz Schütz (ÖVP)
- 2009–2022 Erich Polz (ÖVP)
- seit 2022 Josef Wildam (ÖVP)[11]

### Gemeindepartnerschaften
- Arnstorf in Niederbayern, Deutschland
- Metten in Niederbayern, Deutschland

Beleg siehe:

### Wappen
Im Jahr 1984 wurde der Gemeinde folgendes Wappen verliehen: In Rot ein bekrönter doppelschweifiger goldener Löwe, der über drei silberne Spitzen, darinnen ein roter Donaunachen, schreitet.
Die Marktgemeinde Rossatz führt die Gemeindefarben Rot-Weiß-Gelb.

## Persönlichkeiten
- Rudolf Fänner (1879–1959), Bildhauer
- Berthold Sternegger (1713–1793), letzter Abt des Stiftes St. Lambrecht vor der josephinischen Aufhebung; geboren in Rossatz

## Sonstiges
Seit 2012 findet jedes Jahr in Rossatz die TV-Show Starnacht aus der Wachau gegenüber Stift und Ruine Dürnstein mit nationalen und internationalen Künstlern aus Schlager, Pop, Rock, uvm. statt. Gastgeber sind Alfons Haider und Barbara Schöneberger (seit 2015).
2018 war das Weingut Flößerei in Rossatz Schauplatz der politischen ORF-Sommergespräche (moderiert von Nadja Bernhard und Hans Bürger) mit den Parteichefs der im Parlament vertretenen Fraktionen.